# Franck Abrial
Franck Abrial (ur. 18 marca 1964 w Lyonie) – francuski zapaśnik w stylu klasycznym. Olimpijczyk z Seulu 1988, gdzie odpadł w eliminacjach w kategorii 68 kg. Zajął 14. miejsce na mistrzostwach świata w 1987. Czwarty w mistrzostwach Europy w 1985 roku.